# Найт, Деймон
Деймон Найт (англ. Damon Knight, 1922—2002) — американский писатель-фантаст, редактор и критик НФ.

## Биография
Деймон Фрэнсис Найт родился 19 сентября 1922 года в Бэйкере, штат Орегон. После школы Найт посещал Центр искусств WPA в Сейлеме (штат Орегон), но не закончил его, переключившись на литературную деятельность. Будучи подростком, в 1941 году Деймон автостопом перебрался из Орегона в Нью-Йорк и стал членом группы «Футурианцев», куда входили Ф. Пол, А. Азимов, С. Корнблат и другие писатели и фэны (о чем позже написал в мемуарах «Футурианцы: история научно-фантастической „семьи“ 30-х годов, из которой произросли сегодняшние лучшие писатели-фантасты и редакторы», англ. The Futurians: The Story of the Great Science Fiction «Family» of the 30's That Produced Today's Top SF Writers and Editors, 1977 год).
После своей первой публикации, в 1943 году Найт начинает профессионально работать в журналах компании Popular Publishing, а в 1950 году становится редактором журнала «Worlds Beyond».
В 1965 году Деймон Найт основал Ассоциацию американских писателей-фантастов (SFWA) и стал первым её президентом. В этом же году Найт основал премию «Небьюла». Сейчас Ассоциация SFWA объединяет свыше 1200 самых известных и одаренных писателей, художников, редакторов со всего света.
С 1966 по 1980 год Найт был составителем 21-го выпуска знаменитой серии антологии «Orbit», в которой впервые громко прозвучали имена Джина Вулфа, Р. А. Лафферти, Кейт Вильгельм (Уилхелм), Гарднера Дозуа и других писателей. Серия антологий, считавшаяся «эталонной», познакомила читателей с вершинами англоязычной фантастики (в том числе научной).
Деймон Найт был женат трижды: на Гертруде Верндл (Gertrud Werndl), потом на Элен дель Рей (Helen del Rey), бывшей жене Лестера дель Рея, и на Кейт Вильгельм. На последней, позже взявшей фамилию мужа, Найт женился в 1963 году и был с нею до самой своей смерти.
Найт умер 15 апреля 2002 года в Юджине, оставив после себя творческое наследие из более чем 100 своих рассказов и полутора десятков романов.

### Критик
Помимо писательской деятельности, Найт обращается к литературной критике. Он был первым рецензентом, попытавшимся поднять высоко планку научной фантастики, подвергнувшим научно-фантастическую прозу сравнению с господствующей над ней художественной литературой, выпустив массу эссе, обзоров, статей. В 1956 году он был удостоен премии «Хьюго» за сборник критических статей «In Search of Wonder», который заложил методологические и художественные принципы жанровой критики.
В том же году Найт вместе с Джеймсом Блишем и Джудит Меррил (Judith Merril) основал Конференцию Авторов НФ (National Fantasy Fan Federation), и более 20 лет проводил со сподвижниками знаменитые писательские семинары, сначала Милфордские (Milford Writer’s Workshop), затем ежегодные Клэрионовские (Clarion Workshop) семинары.

## Награды
- 1951 год — Премия «Хьюго» в номинации Рассказ (Short Story) за «Забота о человеке» (To Serve Man, 1950 год). Премия была ретроспективная, вручалась в 2001 году.
- 1956 год — Премия «Хьюго» в номинации Рецензент (Book Reviewer) за сборник критических статей «In Search of Wonder».
- 1975 год — Премия «Пилигрим» (англ. Pilgrim Award) от SFRA (Ассоциации Исследования Научной фантастики)[9].
- 1995 год — Премия «Небьюла» в номинации Гранд Мастер (Grand Master)[10]